# Cumalıkızık
Cumalıkızık là một xã thuộc huyện Yıldırım, tỉnh Bursa, Thổ Nhĩ Kỳ. Ngôi làng nằm tại chân núi Uludağ, cách thành phố Bursa khoảng 10 km về phía đông, tại chân của núi Uludağ. Ngôi làng nằm trong ranh giới của Yıldırım như là một khu phố và được thành lập như là một làng bất khả xâm phạm. Kết cấu lịch sử của ngôi làng đã được bảo vệ tốt và các cấu trúc kiến trúc nông thôn dân sự của thời kỳ đầu Ottoman vẫn còn nguyên vẹn theo thời gian. Chính vì đó mà Cumalıkızık đã trở thành một trung tâm nổi tiếng nhưng vẫn còn hoang sơ cho khách du lịch.
Một nhóm các làng tương tự nằm gần nhau quanh chân núi Uludağ và các thung lũng được gọi là Kızık trong tiếng Thổ Nhĩ Kỳ. Tên này là viết tắt của một trong hai mươi bốn gia tộc của người Thổ Nhĩ Kỳ Oghuz và người dân từ các ngôi làng cũng được gọi là Kızık. Những ngôi làng tương tự khác gần đó nhưng không được bảo quản tốt bằng Cumalıkızık, là Değirmenlikızık, Derekızık, và Hamamlıkızık. Hamamlıkızık là ngôi làng của phòng tắm địa phương (nhà tắm Thổ Nhĩ Kỳ) còn cái tên Cumalıkızık được đặt bởi vì mọi người thường tụ tập ở đó vào thứ Sáu để cầu nguyện.
Bảo tàng dân tộc học Cumalıkızık nằm tại quảng trường của làng trưng bày lịch sử từ các làng. Tháng sáu hàng năm, nơi đây diễn ra một lễ hội. Các ngôi nhà của Cumalıkızık nổi tiếng nhờ được làm bằng gỗ, gạch không nung, đá dăm. Hầu hết trong số đó có ba tầng ngăn cách riêng biệt. Các cửa sổ trên lầu thường được đóng lưới sắt và được thiết kế là một cửa sổ lồi. Tay cầm và gõ vào cửa ra vào chính được làm từ sắt non. Con đường lát sỏi rất hẹp và không có vỉa hè, nhưng lại có một rãnh thời trung cổ ở giữa để thoát nước mưa và nước thải.
Một nhà thờ Hồi giáo, đài phun nước Zekiye Hatun bên cạnh và một phòng tắm công cộng có một mái vòm là bản gốc từ Đế quốc Ottoman. Ngoài ra còn có một phế tích đổ nát của một nhà thờ được xây dựng bởi Byzantine. Cumalıkızık lưu giữ 270 ngôi nhà lịch sử. Một số đó đang trong quá trình tu bổ và bảo dưỡng, trong số đó có 180 ngôi nhà vẫn còn đang được sử dụng làm nhà ở. Năm 1969, một nhà thờ Byzantine đã được khai quật phía đông nam của ngôi làng ở chân của núi Uludağ. Một số công trình kiến trúc đang được trưng bày tại Bảo tàng khảo cổ học Bursa. Còn các chương trình phim và chương trình truyền hình với các thiết lập lịch sử thường được chiếu ở Cumalıkızık.